# Ilbes-Berg

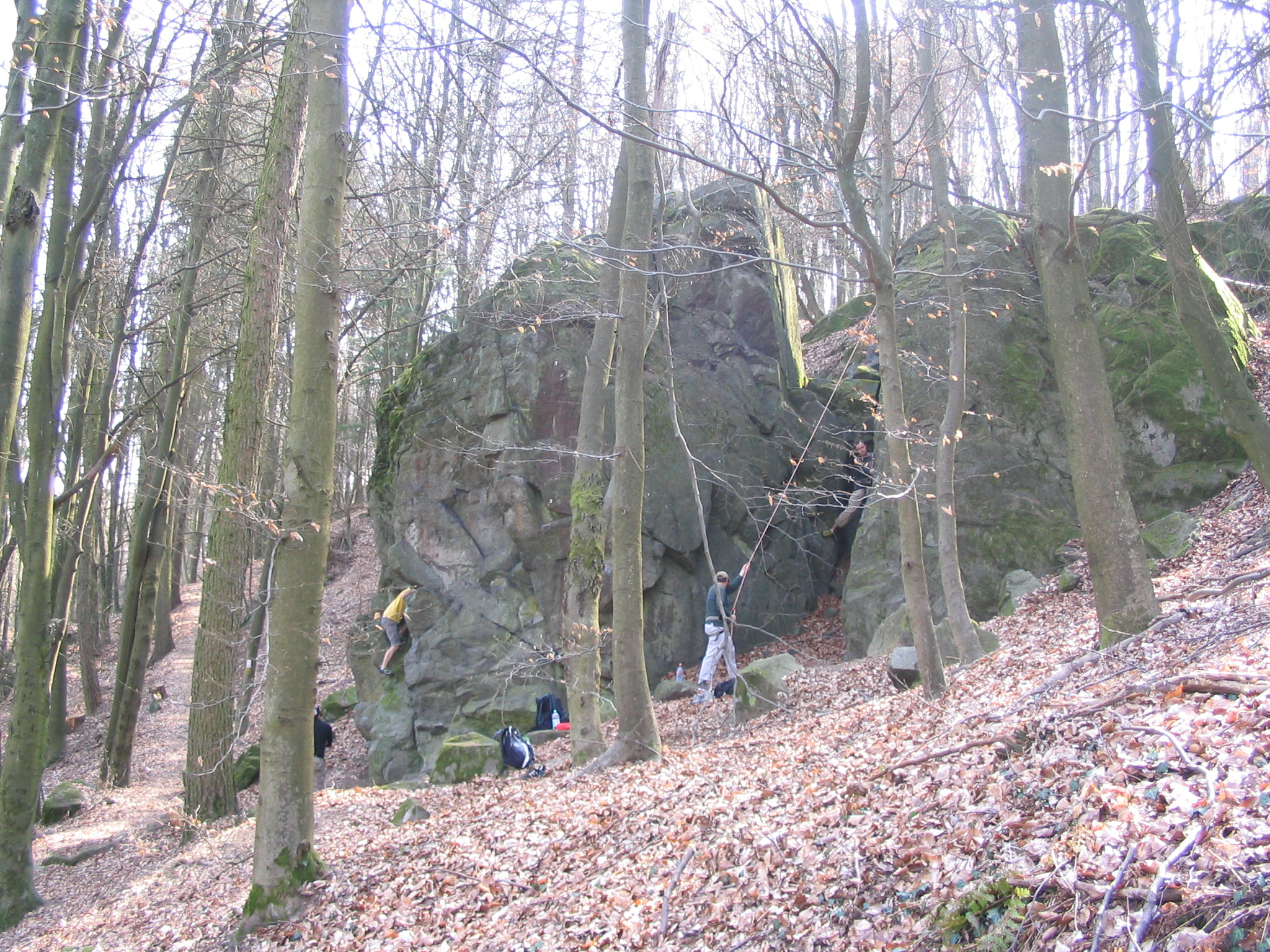
Brohmfels auf dem Nieder-Beerbacher Hang des Ilbes-Berges

Der Ilbes-Berg, auch Magnetberg genannt, ist eine 419,7 m ü. NHN hohe Erhebung des westlichen Odenwaldes. Er liegt bei Nieder-Beerbach im südhessischen Landkreis Darmstadt-Dieburg und gehört zum Frankenstein-Komplex im Vorderen Odenwald.

## Geographie

### Lage
Der Ilbes-Berg erhebt sich im Naturpark Bergstraße-Odenwald. Sein Gipfel liegt etwa 9 km (Luftlinie) südlich von Darmstadt – zwischen Nieder-Beerbach im Osten und Malchen im Westen. Nördlich schließt sich der Schloßberg (ca. 370 m) mit der Burg Frankenstein an.

### Naturräumliche Zuordnung
Der Ilbes-Berg gehört in der naturräumlichen Haupteinheitengruppe Odenwald, Spessart und Südrhön (Nr. 14), in der Haupteinheit Vorderer Odenwald (Kristalliner Odenwald; 145) und in der Untereinheit Melibokus-Odenwald (145.0) zum Naturraum Frankensteinmassiv (145.01).

## Verkehr und Wandern
Westlich vorbei am Ilbes-Berg führt die Bergstraße. Um ihn herum führt der 1,1 km lange Magnetberg-Weg, der am Parkplatz an der Burg Frankenstein beginnt. Der Berg ist am Herrenweg, einem Höhenweg von Darmstadt bis Seeheim, gelegen.

## Sonstiges
Auf dem Ilbes-Berg soll es in alten Zeiten einen Hexenkult gegeben haben. Einige Felsen, aus Gabbro bestehend, sind relativ stark magnetisch, was auf Blitzeinschläge zurückgeführt wird. Sie sind als geologisches Naturdenkmal „Magnetsteine“ geschützt.